# Польщиков, Николай Семёнович
Никола́й Семёнович По́льщиков (2 марта 1945, Краснодар, СССР) — советский футболист, полузащитник.

## Карьера
Заниматься футболом начал в родном городе, сначала на дворовом уровне, а затем в секции клуба МЖК, где его первым тренером был Валентин Ковалёв. С 1963 по 1964 год выступал за юношескую сборную СССР.
На клубном уровне с 1963 по 1964 год защищал цвета «Кубани». В 16 матчах забил 2 гола. Потом был призван в армию, из-за чего пришлось поменять команду на ростовский СКА, в составе которого затем дебютировал в высшей по уровню лиге СССР, где выступал до 1968 года, проведя за это время 19 встреч и забив 1 мяч.
С 1968 по 1969 год играл за «Ростсельмаш», в 48 матчах отметился 4 голами. В 1970 году выступал за ждановский «Азовец», был вице-капитаном команды, а в 1971 году пополнил ряды кишинёвской «Молдовы», за которую провёл 33 встречи и забил 3 мяча. В 1972 году вернулся в «Кубань», в составе которой затем играл до 1973 года, проведя за это время 52 матча и забив 12 голов.

## После карьеры
После завершения карьеры футболиста команды мастеров продолжил играть на любительском уровне, выступал за краснодарский коллектив «Мебельщик», с которым становился обладателем Кубка РСФСР среди любительских команд. Кроме того, занимался тренерской и судейской деятельностью, возглавлял спорткомплекс краснодарского «Витаминкомбината», работал с детьми в СДЮСШОР-5.